# Фини прахови частици
Вижте пояснителната страница за други значения на Прах.
Фините прахови частици са част от атмосферния прах. Актуалната дефиниция идва от въведения през 1987 година от Американската агенция за опазване на околната среда национален стандарт за качеството на въздуха (на английски: National Air Quality Standard) относно праховите частици (на английски: particulate matter, PM) (означаван като PM-Standard). Първоначалната дефиниция за фини прахови частици се базира на Конвенцията от Йоханесбург от 1959 година и приема за гранична стойност диаметър на частиците 5 µm.
Фините прахови частици са микроскопични твърди или течни вещества, суспендирани в земната атмосфера. Източниците на прахови частици могат да бъдат естествени (които се срещат в природата) или изкуствени.
Основни източници са цветя (източници на полени), пожари, дизелови двигатели, минното дело, строителството (пясък и метали) и естествени пясъчни бури.

## Категоризиране
В първата версия на американския стандарт се дефинира PM10, който от 2005 година е определен за гранична стойност и в ЕС.
През 1997 година американският стандарт е допълнен с PM2,5, който отговаря на финия прах, проникващ в алвеолите на белите дробове. Освен това съществува и дефиниция за ултрафин прах (UP или съответно UFP, „Ултрафин прах“), 100 nm (0,1 µm).
Наред със стандарта за размера на частиците, фините прахови частици могат да се разделят в зависимост от вида си, произхода и други критерии.
Повече за това четем в едно съобщение на Die Zeit на основание изказванията на експерта Йоахим Хейдер (до края на 2005 година ръководител на Института за инхалационна биология към Helmholtz Zentrum München):
- Не е добра идея характеризирането на тези частици само с теглото. Така например „една частица с диаметър 8 микрона тежи точно толкова, колкото 512 милиона частици с диаметър 0,01 микрона“.
- Колкото са по-малки частиците, толкова са те по-опасни за хората. При оценката на частиците трябва да се вземе предвид и тяхната повърхност, а тя при малките частици е многократно по-голяма. Има предположение, че ултрафините частици проникват директно в кръвоносната система и влияят на кръвно налягане и други параметри на кръвта. Освен това се дискутира въпросът за директното проникване на наночастиците в мозъка.
- Теглото на отделните частици не дава информация за тяхната токсичност. За това колко са опасни те, има значение тяхното съдържание, тяхната химия и физика, а не тяхната големина.

Изясняването на проблемите за вредното влияние на частиците е въпрос, чийто решение може да даде и отговор за начина, по-който трябва да се отстраняват тези частици.

## Въздействие върху здравето
Фините прахови частици са отговорни за засилването на алергиите, асматични пристъпи, дихателни смущения, рак на белия дроб, както и увеличен риск от възпаление на средното ухо при децата . Освен това се предполага, че те имат въздействие върху заболяванията на сърцето и кръвообращението (например сърдечен инфаркт). Степента на въздействието на частиците върху дихателните пътища зависи, наред с токсичността на частиците като например олово, ванадий, берилий, алуминий, живак, въглеводородни съединения, и от големината на частиците: колкото по-малки са частиците, толкова по-дълбоко проникват те в белите дробове на човека. Такива частици могат да бъдат многократно по-вредни от обикновения цигарен дим или обикновен въглероден диоксид и други парникови газове.
Финият прах с размер PM10 достига частично дробовете, тъй като филтрирането от страна на носовата кухина не е достатъчно за частици с размер под 10 микрона. Но по този начин ултрафини частици с размери под 0,1 µm достигат до алвеолите на белите дробове и се отстраняват от там много бавно или не се отстраняват.